# ياووز علي باشا
ياووز علي باشا (بالتركية الحديثة: Yavuz Ali Paşa) أو مالكوج علي باشا (بالتركية الحديثة: Malkoç Ali Paşa) ـ (توفي في بلغراد في 26 يوليو 1604) هو سياسي عثماني، صربي المولد. شغل منصب الصدر الأعظم للدولة العثمانية لفترة وجيزة في عهد السلطان أحمد الأول، في الفترة من 16 أكتوبر 1603 إلى وفاته في 26 يوليو 1604، وكان قبلها واليًا على إيالة مصر بين عامي 1601 و1603.